# 科頓普蘭特 (阿肯色州)
科頓普蘭特（英語：Cotton Plant）是一個位於美國阿肯色州伍德拉夫縣的城市。

## 地理
科頓普蘭特的座標為35°00′12″N 91°15′05″W / 35.00333°N 91.25139°W，而該地的平均海拔高度為59米（即194英尺）。

## 人口
根據2020年美國人口普查的數據，科頓普蘭特的面積為2.69平方千米，皆為陸地。當地共有人口529人，而人口密度為每平方千米196人。